# Nemognatha nigrotarsata
Nemognatha nigrotarsata es una especie de coleóptero de la familia Meloidae.

## Distribución geográfica
Habita en Chile.